# یوجی یابو
یوجی یابو (انگلیسی: Yuji Yabu؛ زادهٔ ۲۴ مهٔ ۱۹۸۴) بازیکن فوتبال اهل ژاپن است.
از باشگاه‌هایی که در آن بازی کرده‌است می‌توان به باشگاه فوتبال کاوازاکی فرونتال اشاره کرد.